# Толерантност
Толерантността е термин, който означава търпимост и зачитане на различията, били те социални, културни, сексуални или религиозни. Според някои философски речници тя може да се прояви като акт на снизходителност, като акт на търпимост или като акт на подкрепа и разбиране. Съответно като нетолерантост се квалифицират всички подходи и практики, които не проявяват подобно отношение. Проявата на толерантност не означава безразличие, търпимост към социалната неправда, отказ от собствените убеждения или отстъпка от собствените позиции под чужд натиск.
Толерантността е морална стойност, която предполага пълното зачитане на другите, техните идеи, практики или убеждения, независимо дали са различни от нашите. В този смисъл тя е признаване на разликите, присъщи на човешката природа, разнообразието от култури, религии или начини на поведение. Някои считат толерантността за основна ценност за хармонично мирно съжителстване. Смята се, че толерантността е в основата на добрите отношения между хората от различни култури, вероизповедания, раси и начин на живот.
Тя е основна нагласа на живот в обществото. Толерантният човек може да приеме различни от установените норми, мнения или поведения в социалната среда, дори да са в разрез с неговите морални принципи. Този тип толерантност се нарича социална толерантност.
Толерантност към тези, които изповядват публично вярвания или религии, различни от нашите, се нарича религиозна толерантност.
Според някои учени „подкатегория на толерантността се явява политическата коректност, доколкото в основата ѝ лежи желанието да не се обиди определена социална група, а подкатегория на нетолерантността се явява езикът на омразата“.

## Видове толерантност и други значения

### В социологията и психологията
- Религиозна толерантност – това е идеята, че различни религии и вярвания могат да съществуват без конфликт помежду си, поощрява се диалога между различните религия и осъществяване на хармонично съжителство.
- Политическа толерантност – различията на интереси и мнения в политиката е огромно, именно затова трябва търпение и желание за зачитане на различните политически възгледи и гледни точки
- Расова и етническа толерантност – в света все още съществува расова дискриминация и дори вярата, че някои раси и нации са богоизбрани. Расовата и етническа толерантност приканва към зачитане на правата на всички раси и етноси и уважение към тяхната история и култура
- Толерантност към хора с различна сексуална ориентираност
- Толерантност към инвалиди

### В биологията и медицината
- Имунна толерантност – липсата на реакция от имунната система на вещества или тъкани, които имат способността да предизвикват имунен отговор в даден организъм[4][5]
- Терапевтичен толеранс – способността на организма да се приспособява към въздействието на определни лекарства или да развива пътища за бързото им метаболизиране. Така тяхното лечебно въздействие намалява своята сила или продължителност или и двете. Може също така да става въпрос за толерантност към алкохол или към наркотици
- Толерантност към болка – максималното ниво на болка, което даден човек може да понесе, този термин е различен от термина праг на болката

### Инженерни науки и математика
- Инженерна толерантност
- Екологическа толерантност
- Математическа толерантност

## Определения

### На ЮНЕСКО
| „ | ...ценност и социална норма на гражданското общество, което се проявява в правото на всички индивиди в това общество да бъдат различни, обезпечавайки устойчива хармония между различни религиозни, политически, етнически и други социални групи, основано на зачитането на многообразието на различни световни култури, цивилизации и на готовността за разбирателство и сътрудничество с хора, различаващи се по външност, език, убеждения, обичаи и вярвания | “ |

### На ООН
| „ | ... проява на търпимост и живеене заедно, в мир един с друг, като добри съседи | “ |

## Етимология и история на понятието
Терминът толерантност (на латински: tolero, tolerantia – понасям, издържам, претърпявам, търпение, търпеливост, приемане) е използван за първи път през 15 век и по-късно през 1530 г. със значение с разрешение от властите.
Исторически терминът възниква в хуманитарните науки като физиология и психология. Значението му е предимно на издръжливост, поносимост към дълго действащ негативен фактор. По-късно от биологичната сфера преминава в религиозната, а след това и в политиката и социологията. Този преход настъпва около 17 – 18 век.

## Критика на понятието
Значението на понятието толерантност се изменя с годините. Трябва да се подчертае, че съществуват ситуации, в които толерирането е в конфликт с общоприетите морални норми, националното законодателство, принципите на националната идентичност или други установени закони и правила. Така например британците в Индия са толерирали практикуването на обичая на хиндуисткото изгаряне на вдовицата до 1829 г. От друга страна Съединените щати отказват да толерират мормонската практиката на полигамията. Конфликтът с носенето на бурките във Франция е в противоречие между религиозната практика и френския светски идеал. Толерирането на циганите в европейските страни продължава да бъде противоречив проблем.
Според Хърбърт Бътърфийлд „толерантността предполага известно неуважение, аз толерирам абсурдните ви убеждения и глупавите ви действия, макар да знам, че са абсурдни и глупави, мисля, ще се съгласихте“.
Според Джон Грей „когато толерираме практика, вяра или характерна черта, въпреки че е нещо нежелано, лъжливо или поне по-нисше, нашата толерантност изразява убеждението, че независимо от неговата лоша страна, обектът на толерантност трябва да бъде оставен намира“.
Игуменът Георги Рябих от руската православна църква смята, че заимстваният от Запада термин „толерантност“ има много значения и както своите плюсове, така и своите минуси. Според него, не може да не ни безпокои факта, че често под този термин се крие нравствен нихилизъм, безразличие към определени пороци и вековни ценности.

## Нулева толерантност
Политиката на нулева толерантност налага строго наказание за нарушения на определено правило с намерение да се премахне нежелано поведение. Политиката на нулева толерантност забранява на лицата, имащи власт, да упражняват дискретност или да променят наказанията, или да се съобразяват с обстоятелствата субективно. От тях се изисква да налагат предварително определеното наказание, независимо от индивидуалната вина, смекчаващи обстоятелства или история. Това предварително определено наказание, независимо дали е леко или тежко, винаги се спазва.
Политиката на нулева толерантност се изучава в криминологията и е често срещана във формалните и неформалните полицейски системи по света.
Няма ясни доказателства, които подкрепят ефективността на политиката на нулева толерантност. Един от основните проблеми е, че има много причини, поради които хората се колебаят да се намесят или да докладват поведение, което считат за неприемливо или незаконно
.

## Парадоксът на толерантността
Философът Карл Попър определя този парадокс през 1945 г. 
Парадоксът на толерантността се състои в това, че неограничената толерантност би трябвало да доведе до изчезването на толерантността. Ако разширим неограничената толерантност дори и към тези, които са нетолерантни, ако не сме готови да защитим толерантното общество от настъплението на нетолерантността, тогава толерантното ще бъде унищожено. Следователно трябва да отстояваме, в името на толерантността, правото си да не толерираме нетолерантността.
През 1971 г. философът Джон Ролс заключава в своята „Теория на справедливостта“, че едно справедливо общество трябва да толерира нетолерантността, защото в противен случай обществото би било нетолерантно и по този начин несправедливо. Въпреки това, подобно на Попър, Ролс настоява, че обществото има право на самосъхранение, което отменя принципа на толерантността.